# Johann David Schubert

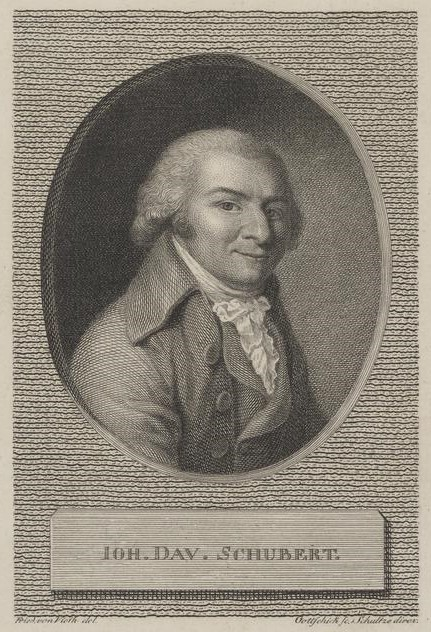
Friedrich Ludwig von Vieth (Zeichner) / Johann Christian Benjamin Gottschick (Stecher): Bildnis des Johann David Schubert (1761–1822), Kupferstich, 1795

Johann David Schubert (* 1761 in Dresden; † 1822 ebenda) war ein deutscher Maler, Kupferstecher und Zeichner.

## Leben

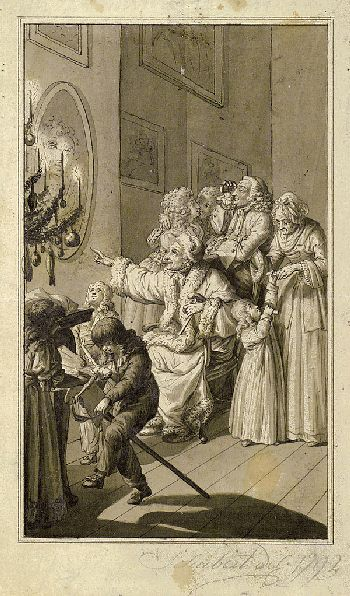
Der Weihnachtsabend (1792)

Schubert war der Sohn eines Orgelbauers und Architekturzeichners. Er studierte nach dem Tod seines Vaters (1772) an der Kunstakademie Dresden und war Schüler von Charles Hutin und Giovanni Battista Casanova. Ab 1781 war er zunächst als Schlachtenmaler, ab 1786 als Zeichenmeister und ab 1795 als Ober-Maler-Vorsteher an der Meißner Porzellan-Manufaktur tätig. 1801 wurde er Lehrer für Historienmalerei an der Dresdener Akademie. Im Januar 1824 wurde sein Nachlass, eine Sammlung von rund 6000 Kupferstichen, Handzeichnungen und Büchern, versteigert. Er schuf zahlreiche Stichvorlagen zur Illustration von Büchern seiner Zeit.
Illustrationen (Auswahl)
- Johann Wolfgang von Goethe: Die Leiden des jungen Werthers.
- Carl Friedrich Waitz: Romanzen und Balladen der Deutschen. Erster Band. Richter, Altenburg 1799 (digitale-sammlungen.de).